# Die Tageszeitung
Die Tageszeitung, conhecido como taz, é um jornal berlinense fundado em 1979 que sobrevive sem anunciantes.

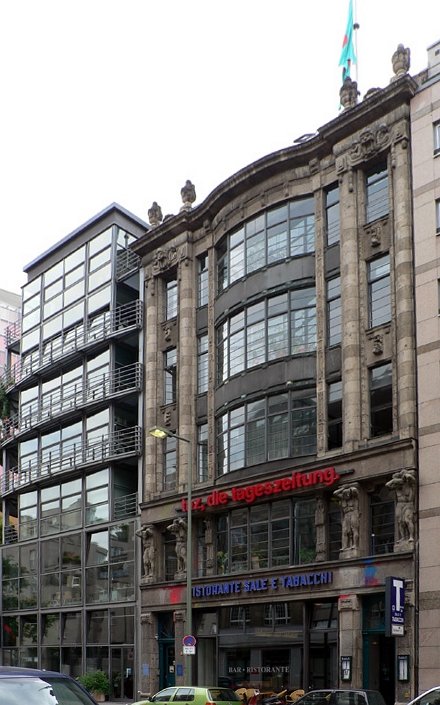
Sede do jornal em Berlim